# Rebecca De Mornay
Rebecca De Mornay, nome artístico de Rebecca J. Pearch (Santa Rosa, 29 de agosto de 1959) é uma atriz norte-americana.

## Filmografia
- 2013 - Escort Service
- 2012 - American Reunion (American Pie: O Reencontro) (sem créditos)
- 2012 - Apartment 1303 3D (Apartamento 1303)
- 2011 - Mother's Day (Dominados pelo ódio)
- 2010 - Flipped (O primeiro amor)
- 2007 - American Venus
- 2007 - Music Within (O Poder da Esperança)
- 2005 - Wedding Crashers (Penetras bons de bico)
- 2005 - Lords of Dogtown (Os reis de Dogtown)
- 2004 - Raise Your Voice (Na trilha da fama)
- 2003 - Identity (Identidade)
- 2003 - No Place Like Home (TV)
- 2003 - Salem Witch Trials (As bruxas de Salem) (TV)
- 2001 - A Girl Thing (Coisas de mulher) (TV)
- 2000 - The Right Temptation (Dupla tentação)
- 2000 - Range of Motion (TV)
- 1999 - A Table for One (Louca obsessão)
- 1999 - Night Ride Home (Regresso noturno) (TV)
- 1998 - The Con (E o feitiço virou contra o feiticeiro) (TV)
- 1998 - Thick as Thieves (Contragolpe)
- 1997 - The Shining (O Iluminado) (TV)
- 1996 - The Winner (O vencedor)
- 1995 - Never Talk to Strangers (Nunca fale com os estranhos)
- 1994 - Getting Out (Dominada pelo ódio) (TV)
- 1993 - The Three Musketeers (Os três mosqueteiros)
- 1993 - Guilty as Sin (Culpado como o pecado)
- 1993 - Blind Side (Chantagem fatal) (TV)
- 1992 - The Hand That Rocks the Cradle (A mão que balança o berço)
- 1991 - An Inconvenient Woman (Mulher inconveniente) (TV)
- 1991 - Backdraft (Cortina de fogo)
- 1990 - By Dawn's Early Light (Operação nuclear) (TV)
- 1989 - Dealers (Uma jogada de milhões)
- 1988 - Feds (Deu a louca nas federais)
- 1988 - And God Created Woman (E Deus criou a mulher)
- 1987 - Beauty and the Beast (A bela e a fera)
- 1986 - The Murders in the Rue Morgue (Os assassinos da rua Morgue) (TV)
- 1985 - Runaway Train (Expresso para o inferno)
- 1985 - The Slugger's Wife (História de um amor)
- 1985 - The Trip to Bountiful (O regresso para Bountiful)
- 1983 - Testament (Herança nuclear)
- 1983 - Risky Business (Negócio arriscado)
- 1982 - One from the Heart (O fundo do coração)

## Prêmios e indicações
| Ano  | Prêmio                | Categoria    | Indicação                      | Resultado | Ref.  |
| ---- | --------------------- | ------------ | ------------------------------ | --------- | ----- |
| 1992 | MTV Movie & TV Awards | Melhor Vilão | The Hand That Rocks the Cradle | Venceu    | [ 1 ] |